# 아날로그 컴퓨터
아날로그 컴퓨터(Analog computer, 영국에서는 Analogue computer)는 해결할 문제를 표본화하기 위해 전자, 기계, 수력 현상을 사용하는 컴퓨터의 한 형태이다. 더 일반적으로 말해, 아날로그 컴퓨터는 한 가지의 물리적 양을 사용하여 다른 물리적 시스템이나 수학 함수의 행위를 표현한다. 실제 물리적 시스템을 컴퓨터 안에서 표본화하는 것을 시뮬레이션이라고 한다.

## 대한민국의 아날로그 컴퓨터
대한민국 최초의 아날로그 컴퓨터는 1960년대 초 한양공대(현 한양대) 전자공학과 대학원 교수 이만영이 제작한 것이다. '전자관식 아날로그 계산기'라 불린 이 컴퓨터는 모두 3종으로서, 1962년 8월에 소형인 1호기, 1963년 3월에 대형인 2호기, 1964년 5월에 2호기를 개량한 3호기가 제작되었다. 1·2호기는 화재로 소실되었고 3호기가 한양대학교박물관에 남아 있다.
1964년 3월에는 인하공대에서 전 시스템이 한국산으로 된 제품을 제작하여, 한국산 1호 전자계산기로 소개되기도 했다.

## 같이 보기
- 혼돈 이론
- DNA 컴퓨터
- 디지털 컴퓨터

## 참고 문헌
1. ↑  서현진 (1997년). 《(처음 쓰는) 한국 컴퓨터사》. 전자신문사. 21-22쪽. ISBN 89-85412-15-9.
2. ↑  電子計算器 試運轉성공, 《경향신문》,1964.3.11